# Beschleunigung. Die Veränderung der Zeitstrukturen in der Moderne
Beschleunigung, Untertitel Die Veränderung der Zeitstrukturen in der Moderne ist ein Werk des Soziologen und Politikwissenschaftlers Hartmut Rosa, das er 2004 an der Universität Jena als Habilitationsschrift einreichte und das 2005 als Taschenbuch erschien. Darin untersucht Rosa die soziale Beschleunigung in der Moderne. Die Monographie ist ein viel beachtetes Werk der Zeitsoziologie. Das Thema der Beschleunigung bearbeitete Rosa auch in mehreren seiner folgenden Publikationen.

## Inhalt
Das Buch ist gegliedert in Einleitung (Kapitel I), Hinführung zum Thema (Kapitel II), die Definition der sozialen Beschleunigung (Kapitel III), Wirkungsweisen und Erscheinungsformen der sozialen Beschleunigung (Kapitel IV bis VI), Ursachen der sozialen Beschleunigung (Kapitel VII bis IX) und Konsequenzen der sozialen Beschleunigung (Kapitel X bis XIV).

## Das Grundgerüst der sozialen Beschleunigung
Rosa definiert Beschleunigung als Mengenzunahme pro Zeiteinheit bzw. gleichbedeutend als Reduktion der benötigten Zeit pro Mengeneinheit; bei der Menge kann es sich dabei um so verschiedene Sachen handeln wie eine zurückgelegte Wegstrecke, eine kommunizierte Datenmenge oder produzierte Güter (S. 115). Der Versuch, durch Verkürzung bzw. Verdichtung von Handlungsepisoden wie etwa Fast Food, Speed-Dating, Power-Nap oder Multitasking Zeit zu sparen, sei eine Reaktion auf die Verknappung von Zeitressourcen (S. 114). Mit Beschleunigung in diesem Sinne nun transportiert, kommuniziert, produziert etc. man gegenüber der vorangegangenen Gesellschaftsepoche auch mehr und schneller (S. 118). Rosa setzt sodann Beschleunigungsraten und Wachstumsraten in Beziehung zueinander: In dem Maße, wie Beschleunigungsraten hinter den korrespondierenden Wachstumsraten zurückbleiben, vergrößert sich die Zeitknappheit; in dem Maße, wie Beschleunigungsraten die korrespondierenden Wachstumsraten übersteigen, steht mehr Zeit zur Verfügung; sind Beschleunigungs- und Wachstumsraten identisch, dann bleibt auch die Ressource Zeit identisch (S. 119). Zur Veranschaulichung nennt Rosa die E-Mail-Kommunikation: Zwar mag das Schreiben und Absenden einer E-Mail nur halb so viel Zeit in Anspruch nehmen wie das eines herkömmlichen Briefes, doch wenn man heute täglich viermal so viele E-Mails schreibt, wie man früher Briefe geschrieben hätte, so wäre das eine Verdoppelung der der Kommunikation gewidmeten Zeit. Dass man heute pro Zeiteinheit mehr E-Mails schreibt, als man früher in derselben Zeit Briefe geschrieben hätte, wird zwar durch den technischen Fortschritt nur ermöglicht und nicht auch erzwungen, doch resultiert der Steigerungszwang aus der durch den technischen Fortschritt ermöglichten „Gegenwartsschrumpfung“, also der beschleunigten Veränderung der Kommunikations- und Handlungskontexte (S. 119, Fußnote 11).

## Ausgabe
- Hartmut Rosa: Beschleunigung. Die Veränderung der Zeitstrukturen in der Moderne. Suhrkamp, Frankfurt am Main 2005 (zugleich Habilitationsschrift, Universität Jena 2004), ISBN 3-518-29360-5.

## Rezeption
- „Die Gegenwart schrumpft“. Der Soziologe Hartmut Rosa erklärt in SZ Wissen, wie die soziale Beschleunigung die Gesellschaft und das Ich in Gefahr bringt. Interview mit Christian Weber. In: Süddeutsche Zeitung vom 13. Dezember 2008
- Thomas Assheuer: Soziologie. Atemlos. Nicht Geld, nicht Macht, sondern Beschleunigung regiert die Welt. Der Soziologe Hartmut Rosa hat mit seiner Untersuchung der Zeit eine monumentale Theorie der Moderne vorgelegt. In: Die Zeit vom 26. Januar 2006
- Andreas Sonntag: Hamburg-HafenCity und das Recht auf Stadt - Urbanität unter dem Ein-Druck von technischer und sozialer Beschleunigung. kassel university press, Kassel 2018, free download [open access]
- Stephan O. Görland (2020). 'Medien, Zeit und Beschleunigung: Mobile Mediennutzung in Interimszeiten'. Springer Fachmedien. Wiesbaden. S. 43–62